# 코왕군

코왕군(태국어: ค้อวัง, Kho Wang district)은 야소톤주의 행정 구역이다. 이 지역의 총 인구 수는 2005년 기준으로 26424명이다. 인구 밀도는 176.16km2이다.

## 행정 구역
| 1. Fa Huan (ฟ้าห่วน) 2. Kut Nam Sai (กุดน้ำใส) 3. Nam Om (น้ำอ้อม) 4. Kho Wang (ค้อวัง) |